# 31 هـ
31 هـ هي سنة في التقويم الهجري امتدت مقابلةً في التقويم الميلادي بين سنتي 651 و652.

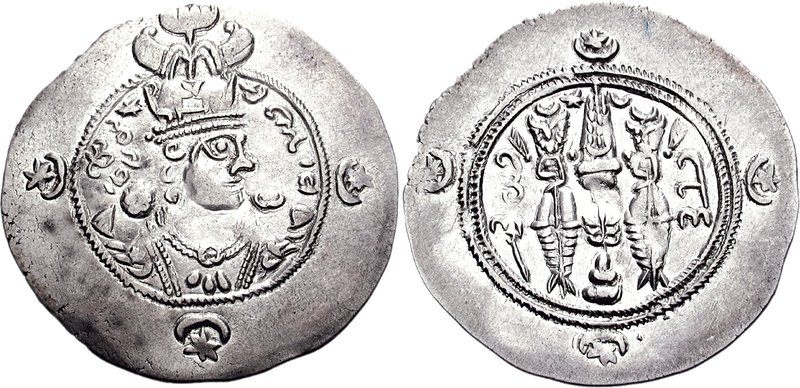
يزدجرد الثالث مرسومًا على قطعة نقود

## وفيات
- الأقرع بن حابس
- يزدجرد الثالث